# Список серий аниме Sket Dance
Sket Dance — аниме-сериал, созданный на основании одноимённой манги Кэнты Синохары. Аниме было снято на студии Tatsunoko Production режиссёром Кэйитиро Кавагути. Премьера состоялась на телеканале TV Tokyo 7 апреля 2011 года. Сюжет Sket Dance рассказывает о приключения клуба помощи старшей школы Каймэй, стремящегося улучшить жизнь школьников и их учителей, решая любые их проблемы.

## Издание
Первый сборный DVD-диск с сериалом вышел 28 августа 2011 года, тогда как отдельные «тома» выходят ежемесячно. К 23 марта 2012 года вышло 8 дисков. 30 марта 2011 года Crunchyroll анонсировали показ Sket Dance. Серии доступны premium-пользователям по всему миру каждый четверг в 15 часов по тихоокеанскому стандартному времени (PST), через 30 минут после их показа в Японии. Обычные пользователи могут просматривать серии через неделю после их запуска.

## Список серий
| 01 | Академический SKET «Гакуэн но SKET-тати» (学園のSKET達) | 7 апреля 2011    |
| В академию Каймэй переводится новый ученик Сугихару Тэппэй, и он сразу оказывается вовлечён в деятельность клуба взаимопомощи Sket Dance, который успешно расследовал случай порчи школьных стен граффити. Появляется таинственный бандит «маска-краска», который начинает охоту на членов клуба. | |                  |
| 02 | Мятный самурай «Пэпа:минто Дзамураи» (ペパーミント侍) | 14 апреля 2011   |
| В клуб Sket Dance за помощью обращается глава школьного клуба кэндо. Говорит он как недоделанный драматический актёр. Пафосно задвигает речи о том, что является настоящим самураем, однако многое из того, что он делает, вовсе самурайским не назовёшь. У него есть проблема: после того как он стал капитаном, то больше не выиграл ни одного боя. Во второй части серии рассказывается о том, как Ябасава-сан попросила присмотреть ребят из клуба за своим домашним любимцем. | |                  |
| 03 | Легендарная Онихимэ «Дэнсэцу но Онихимэ» (伝説の鬼姫) | 21 апреля 2011   |
| Химэко начинает преследовать банда школьниц из Никки. И при этом их главная взяла на вооружение прозвище самой Химэко — Онихимэ. | |                  |
| 04 | Романтика! Поиск принца с холма! «Романтику Дзака но Уэ но Фаиндингу Пэрорин» (ロマンティック坂の上のファインディングペロリン) | 28 апреля 2011   |
| Романа Саотомэ просит Sket Dance найти парня, в которого она влюбилась. Но это будет весьма сложно, из-за способности Романы все приукрашивать через «девичий фильтр». Так же узнаётся, что Боссун прекрасно рисует. Во второй части глава женской софтбольной команды просит Sket Dance найти выигрышную обертку от пелокана, по которой можно получить игрушку — Пелолина. | |                  |
| 05 | Призрак мусоросжигателя «Сё:кяку-ро но Ю:рэи» (焼却炉の幽霊) | 4 мая 2011       |
| В школьной газете появляется фотография с призраком. Это настолько таинственно, что Sket Dance берутся узнать, в чём тут дело. В это же время школьный совет накрывает банду Паука, вымогавшую у учеников взятки в обмен на компромат. | |                  |
| 06 | И принцесса демонов может плакать «Онихимэ но мэ ни мо Намида» (鬼姫の目にも涙) | 12 мая 2011      |
| Ябасава-сан просит Sket Dance устроить представление в детском саду. А тут ещё школьный совет в лице Цубаки желает доказать, что клуб взаимопомощи не нужен школе, где действуют они, поэтому решено устроить состязание в том, кто поставит лучшую пьесу. | |                  |
| 07 | Летняя сакура «Нацу но Сакура» (夏の桜) | 19 мая 2011      |
| В Sket Dance приходит парень, страдающий от любви к своей подруге детства. Только вот та не подозревает, что он вступил с ней в переписку под чужим именем. | |                  |
| 08 | Нервы и генезис «На:басу & Дзэнэсису» (ナーバス&ジェネシス) | 26 мая 2011      |
| Момока решает пройти прослушивание в популярный аниме-сериал «Нервы», чтобы получить работу сэйю. Она просит помощи у Sket Danse в подготовке к прослушиванию. Учитель Яманобэ просит Sket Dance помочь получить разрешение у школьного совета для открытия клуба игры «Генезис». | |                  |
| 09 | Энта сделает это! «Энта Яримасу!» (円太やります!) | 2 июня 2011      |
| Юный мангака ищет вдохновение в школе, а для этого нужно найти образ главного героя. В это же время учитель химии создаёт молодильное зелье. Сколько Боссун не старался, произвести впечатление на Энту он не смог. В итоге произошло нечто неожиданное. | |                  |
| 10 | Не смотрите! «Митэ ва Икэнай» (見てはいけない) | 9 июня 2011      |
| По школе ходят слухи о проклятом диске. А тут ещё в клуб обращается Курамуто, с просьбой развеселить подругу. | |                  |
| 11 | Битва Bibage в реале «Гатинко Бибагэ: Батору» (ガチンコ・ビバゲー・バトル) | 16 июня 2011     |
| Ябасава-сан просит Sket Dance выиграть турнир перенесённых в реал онлайн-игр с портала Bibage. | |                  |
| 12 | Застрели гангстера и все такое прочее «Сю:тингу Гянгусута: Хока» (シューティングギャングスター他) | 23 июня 2011     |
| Свитч вступает в противоборство с Кикуно Асахиной. | |                  |
| 13 | Сад пикси «Пикуси: Га:дэн» (ピクシーガーデン) | 30 июня 2011     |
| Боссун борется против Содзиро Агато. На кону — членство обоих, Боссуна в Sket Dance, а Агаты в школьном совете. | |                  |
| 14 | Продюсирование Утиды «Утида о Пуроду:су» (内田をプロデュース) | 7 июля 2011      |
| Утиду никто не замечает в классе. А в школе между тем разыгрываются титулы популярных людей. | |                  |
| 15 | Заблуждения 13го ангела «13-нити но Аямати но Эндзьэру» (13日の過ちのエンジェル) | 14 июля 2011     |
| Учитель труда просит Sket Dance помочь ему в том, чтобы больше нравится девушкам. Аюми Курамуто просит Sket Dance помочь найти пропавшего друга, заигравшегося в образ visual key. | |                  |
| 16 | Рок-фестиваль школы Каймэй «Каймэй Рокку Фэсутъибару» (カイメイ・ロック・フェスティバル) | 21 июля 2011     |
| Директор школы уговаривает школьный совет на проведение рок-фестиваля. Sket Dance впервые разделяются на разные группы. | |                  |
| 17 | Группа Sketchbook «Сукэттибукку» (スケッチブック) | 28 июля 2011     |
| Все три группы, в которых состояли участники Sket Dance, выходят из строя. Им не остаётся ничего другого, кроме как объединиться друг с другом. | |                  |
| 18 | О том как мужчины играют в Гиперион «Сорэ га Отоко но Хюпэрион» (それが男のヒュペリオン) | 4 августа 2011   |
| Учитель Яманобэ вновь приходит в Sket Dance с идеей бредовой игры. | |                  |
| 19 | Паника, 100 стрижек, в кабинете директора и клубе «Курабуру:му то Ко:тё:-сицу дэ Паникку ин Ками о Киру 100 но Хо:хо:» (クラブルームと校長室でパニック・イン・髪を切る100の方法)                                                              | 11 августа 2011  |
| Sket Dance и директор школы станут главными героями городской газеты. Но для этого Боссуну и школьному совету придётся постараться. | |                  |
| 20 | Групповое свидание вслепую — микшер «Го:кон дэ Цуккон дэ» (合コンでツッコんで) | 18 августа 2011  |
| Боссун, Свитч и Химэко настолько привыкли общаться друг с другом, что даже не понимают как вести себя на свиданиях. | |                  |
| 21 | Отаку и оккультизм «Отаку то Окаруто» (オタクトオカルト) | 25 августа 2011  |
| Юки просит Свитча помочь в покупке компьютера. | |                  |
| 22 | Хоумран в парке (пересмотрен) «Ранънингу Хо:му Ран (Кай)» (ランニングホームラン(改)) | 1 сентября 2011  |
| Директор школы просит Боссуна и всю компанию развлечь своего внука. | |                  |
| 23 | Так здорово быть маленькой принцессой! «Ритору Пуринсэсу ва Кибун-дзё:дзё:» (リトルプリンセスは気分上々) | 8 сентября 2011  |
| Момоке предстоит озвучивать ребёнка. Но она совсем не помнит — что же это такое — быть маленькой. | |                  |
| 24 | Старший брат, младший брат «Ани Ото:то» (兄・弟) | 15 сентября 2011 |
| Синдзо просит клуб взаимопомощи наладить его отношения с младшим братом. Это заставляет Свитча вспомнить о прошлом. | |                  |
| 25 | Свитча нет «Суйтти Офу» (スイッチ・オフ) | 22 сентября 2011 |
| Усуи теряет брата и начинает замыкаться в себе. | |                  |
| 26 | Дух танца «Супириттодансу» (スピリットダンス) | 29 сентября 2011 |
| В мир Sket Dance проникают главные герои из аниме Gintama. Что-то да будет! | |                  |
| 27 | Вместе с сестричкой и сумасшедшим ученым «Онэ:-сан то Баддо Сайэнтисуто то Иссё» (おねえさんとバッド・サイエンティストといっしょ) | 6 октября 2011   |
| Ведущая популярного детского телешоу устраивается учителем в школу и становится классным руководителем Боссуна, Химэко и Свитча. Только вот что делать с её рассеянностью? | |                  |
| 28 | Элегантная готовка с Симба Митиру «Симба Митиру но Эрэганто Куккингу» (榛葉道流のエレガント・クッキング) | 13 октября 2011  |
| В школе появляется телевидение. Кто же станет главным героем программы, которую все школьники увидят во время обеденного перерыва? | |                  |
| 29 | Возвращение ангела ошибок «Аямати но Ээндзьэру Сайрин» (過ちのエンジェル再臨) | 20 октября 2011  |
| Данте обращается в Sket Dance с просьбой помочь разобраться с признанием в любви. | |                  |
| 30 | Повернутые на сборе коллекции «Гатягатя Сита Нёра» (ガチャガチャしたにょら☆) | 27 октября 2011  |
| Боссун и Свитч вовлекают Химэко в сбор фигурок из популярного аниме «Стройняшки». Во второй части подруги Момоки просят команду помощи разобраться с её новым поведением. | |                  |
| 31 | Самурай и одежда «Буси то Фукусо» (武士と服装) | 3 ноября 2011    |
| Синдзо обращается в Sket Dance за советом. Дело в том, что на портале Bibage он познакомился с девушкой. | |                  |
| 32 | Танец Вора, а также… «Нусутто Дансу Хока» (ヌスット・ダンス他) | 10 ноября 2011   |
| А что если мир Sket Dance перенести в прошлое? А в будущее? | |                  |
| 33 | Стеклянный парень «Гарасу Отоко» (ガラス男) | 17 ноября 2011   |
| В школе появился хулиган, разбивающий ранним утром школьные окна. Естественно клуб помощи берётся за дело, тем более что об этом их попросила Яги-чан. | |                  |
| 34 | Лаборатория романтики от старшей сестрицы «Онэ:-сан Кэнкю:дзё Романтъикку Гамбару!» (おねえさん研究所Rがんば) | 24 ноября 2011   |
| Романа решила обучать юную мангаку на личном примере и нарисовала пособие «Как рисовать мангу». Боссун и Химэко были вынуждены его прочитать. Во второй части Sket Dance пытаются помочь своей классной руководительнице справится с её рассеянностью. | |                  |
| 35 | Знаток викторин — Энигман «Куйдзу Сэнси Нигуман» (クイズ戦士エニグマン) | 1 декабря 2011   |
| Клуб викторин одержав десять побед подряд над другими клубами, бросил вызов в разгадывании загадок Боссуну, Химэко и Свитчу. Позже Энигман обращается за помощью к Боссуну, уже в своём истинном обличье. Дело в том, что он влюблён в Воплосик, но не знает кто срывается за этой маской. | |                  |
| 36 | Великанша-людоедка «О:гурэсу» (鬼女) | 8 декабря 2011   |
| Частная средняя школа для девочек. Хулиганке Химэ Онидзукэ, только что переведённой сюда, придётся постараться, чтобы влиться в коллектив. | |                  |
| 37 | Кунпу, приятный ветерок «Кунпу:» (薫風) | 15 декабря 2011  |
| После предательства подруги, Химэ превращается в легендарную Онихимэ, сильнейшую из всех. Она способна в одиночку уложить целую банду. Но ей совсем не хочется такой славы, поэтому поступив в старшую школу, Химэ не хочет ни с кем сближаться. Вот только Боссун и Тиаки находят к ней подход. | |                  |
| 38 | Вот такой вот перерыв «Кигуруми Бурэйку» (きぐるみぶれいく) | 22 декабря 2011  |
| Сестрица просит Sket Dance помочь с концертом для детей. Знали бы Боссун и компания чем это для них обернётся… | |                  |
| 39 | Отдельный, специальный…новогодний «Коварэтэсиматта Токубэцу на... Сё:гацу» (壊れてしまった特別な…正月) | 5 января 2012    |
| Очередная бредовая игра от учителя Яманобэ. На этот раз на приставке. Вот только он потратил много времени в юности, но не смог пройти её до конца. Боссун и компания берутся за это. | |                  |
| 40 | Блюз слежки «Сутэйкуауто Буру:су» (張り込み·ブルース) | 12 января 2012   |
| На учеников академии в последнее время часто нападают грабители. И так получилось, что дать отпор могут только Боссун и Цубаки. И вот недовольные друг другом, они все же заступают на пост вместе… | |                  |
| 41 | Против студсовета! Редкий человек, напрасно боящийся битвы B! «Ба:сасу сэйтокай! Батору Кю: о Кию: Суру Кэу на Отоко» (VS生徒会！ バトルQを杞憂(きゆう)する稀有(けう)な男)                                                                    | 19 января 2012   |
| Клуб викторин бросил вызов школьному совету. Боссун им ассистирует. Во второй части Энигман на глазах Боссуна, Химэко и Свитча сомневается в том, все ли пройдёт нормально на его свидании с Вопросик. | |                  |
| 42 | Внезапное решение Момоки стать актрисой театра «Янива ни Момока Бутай Дзёю: э но Мити» (やにわにモモカ舞台女優への道) | 26 января 2012   |
| Момока готовится пройти прослушивание у известного постановщика в театре. Боссун, Свитч и Химэко помогли ей прочувствовать пьесу. Во второй части Химэко задумывается, чем же она будет заниматься в будущем, ведь многие уже нашли себя. Даже Романа выпустила дебютную мангу, которую Sket Dance пришлось прочесть… | |                  |
| 43 | Застенчивая девушка «Хадзукаси Га:ру» (ハズカシガール) | 2 февраля 2012   |
| После того как Химэко защитила первокурсника из своей школы, тот вспомнив недавнее гадание, решил что она — его судьба и тут же предложил пожениться. Но смутившаяся девушка сказала, что есть уже тот, кто ей нравится. Что же будет делать Боссун? | |                  |
| 44 | Коробка из-под леденцов «Дороппу» (ドロップ) | 9 февраля 2012   |
| Капитан клуба по софтболу вновь обращается в клуб взаимопомощи с просьбой найти коробку из-под леденцов, которая связывает её и очень дорогую ей подругу. | |                  |
| 45 | Тихие инструкции для сестрёнки «Хисохисо Онэ:-сан Инсуторакусон» (ひそひそおねえさんインストラクソン) | 16 февраля 2012  |
| Джейсон-сэнсей в очередной раз собирается на свидание. Sket Dance спешит на помощь вместе с изобретением Свитча, которое тот использовал чтобы незаметно общаться с Химэко. Сестричка в очередной раз проваливает сообщение важных новостей — она очень рассеяна и путается в словах. Но неожиданное известие о том, что она собирается на свидание, заставило учителя Тюму призадуматься… | |                  |
| 46 | С днём рождения. Начало «Хаппи: Ба:судэ: Дзэмпэн» (Happy Birthday 前編) | 24 февраля 2012  |
| Перенесёмся на несколько лет назад. Итак, пятнадцатый день рождения Боссуна. В кладовке он находит старую видеокамеру и 9 пронумерованных кассет, которые хранят тайну его рождения. | |                  |
| 47 | С днём рождения. Продолжение «Хаппи: Ба:судэ: Ко:хэн» (Happy Birthday 後編) | 1 марта 2012     |
| Боссун узнаёт все больше подробностей о том, что случилось 11 ноября 1994 года и постепенно принимает позицию отца, который стремился всем помогать. В финале же мы видим фестиваль в академии Каймэй, где класс Боссуна, Свитча и Химэко представил мейд-кафе. | |                  |
| 48 | С днём перерождения «Сай Тандзё:биомэдэто:» (再誕生日おめでとう) | 8 марта 2012     |
| 17 День Рождения Боссуна совпадает с днём школьного фестиваля. Как и День Рождения Цубаки. И именно сейчас Юсукэ предстоит узнать ещё одно шокирующее известие о моменте его рождения из уст врача, когда-то спасшего его. | |                  |
| 49 | Всемирное гран-при игры "Генезис" «Дзэнэсису Ва:рудо Гуран Пури» (ジェネシス・ワールド・グランプリ) | 15 марта 2012    |
| Учителю Яманобэ пришло приглашение на турнир игры "Генезис". Так как фактической команды у него нет, он вновь обратился в Sket Dance. Немного посомневавшись, Свитч, Боссун и Химэко, прихватив с собой капитана софтбольной команды, отправились на турнир. | |                  |
| 50 | Все, что прикажете, хозяин «Нандэмо Яримассэ Го Сю:дзин Сама» (なんでもやりまっせご主人様) | 22 марта 2012    |
| Из-за своего упрямства в споре с Химэко Боссун повредил руку. Девушка согласилась на то время, пока Юсукэ не поправится, быть его "служанкой". Но все ли будет так, как этого хотел Боссун? Во второй части Джин, недоумевающий отчего же Химэко ни с кем не встречается, пытается узнать почему у неё и Боссуна такие близкие отношения. | |                  |
| 51 | Рад, что познакомился с вами «Аэтэ Урэсий» (会えて嬉しい) | 29 марта 2012    |
| После того, как Цубаки и Юсукэ узнали правду, они все никак не могут начать общаться. Тогда Агата подталкивает Саске вовлечь Боссуна в написание поздравительного баннера для одного из клубов. Так получается, что братьям приходится делать всю работу вдвоем, и результаты впечатлили даже директора. Но всё же, чтобы узнать друг друга получше, Боссун приглашает Цубаки на семейный ужин, где тот наконец сможет увидеть, как выглядели его родные родители. | |                  |
| 52 | Цундэрэ-девочка с двумя хвостиками! «Цуйн Тэ:ру Цундэрэ Га:ру» (ツインテールツンデレガール) | 5 апреля 2012    |
| Sket Dance и предположить не могли, что типично прописанная девочка-цундэрэ из симулятора свиданий может существовать в реальной жизни. Но так и оказалось. Сая к тому же обратилась к группе поддержки за помощью - поухаживать за брошенным животным. Вот только правилами школы запрещено содержать животных в клубной комнате. Но у Саи есть козырная карта - её старший брат. | |                  |
| 53 | Нежная песня для Комы-тян «Кома-тян ни Окуру Ситояка на Кёку» (コマちゃんに贈る淑やかな曲) | 12 апреля 2012   |
| У клуба помощи появляется довольно необычная посетительница - очень скромная, стеснительная ученица первого класса, которую её друзья называют Кома-тян. Но при этом девушка обладает нечеловеческой силой в минуты особенного смущения. А просьба - самая обычная - помочь нормально общаться с парнями. Но кто бы знал, что именно общаясь с парнями, Кома-тян всё время смущается | |                  |
| 54 | Вперед к гадалке! «Фо:тюнтэра: о Ню:сю!» (フォーチュンテラーを入手!) | 19 апреля 2012   |
| Миноками Химико - популярная предсказательница, ведущая своё шоу на телевидении, в последнее время стала очень популярна и даже проводила семинары для желающих. Естественно Юки Рэйко туда сходила и теперь уже в школьном клубе оккультизма открыла приём для всех, кто хочет узнать своё будущее. Что же ждёт Sket Dance и увязавшуюся за ними Сааю? | |                  |
| 55 | Человек открытый всем, но сложный в душе «Као дэ Вараттэ Кокоро дэ Оригами то Ёбарэта Отоко» (顔で笑って心でおり神と呼ばれた男) | 26 апреля 2012   |
| В первой части Боссун испытает на себе новый эликсир Тюмы-сэнсэя, который подменяет работу мимики, вследствие чего не видно настоящих эмоций. Во второй части Боссун поразит всю школу своим почти магическим умением сложить любое оригами. Тем временем Джейсон-сэнсэй проваливает очередное омиай (свидание с претенденткой в жены) и просит помощи у Sket Dance. | |                  |
| 56 | Можно пройти за кулисы? «Гакуя ни Иттэ Ии кай?» (楽屋に行っていいかい？) | 3 мая 2012       |
| Момока становится всё более и более популярной, особенно в среде отаку. Неудивительно, что Свитч интересуется всем что она делает: озвучивает ли персонажей аниме, поёт, играет на сцене или в фильмах. Но самое удивительное - даже Юки Рэйко стала её фанаткой после того, как Момока снялась в одном из ужастиков. Но Юки слишком стесняется просить автограф сама, и обращается за помощью к Свитчу. А у того друг за другом сломались компьютер и ноутбук и теперь он может контактировать с людьми только через альбом, в котором приходится писать вручную. Справится ли Свитч с поручением Юки?     | |                  |
| 57 | Вам письмо «Ю: Гатта Мэ:ру» (ユーガッタメール！) | 10 мая 2012      |
| Синдзо настолько любит виртуальную реальность, что вновь ставит под сомнение свой самурайский статус, однако он вовлекает Боссуна в переписку по электронной почте с девушкой под ником "Пудинг-сан". Кто же скрывается за ним? | |                  |
| 58 | Остановись! Человек-невидимка «Сутоппу! То:мэй Нингэн-кун» (ストップ!透明人間くん) | 17 мая 2012      |
| Тюма-сэнсэй провёл на этот раз удачный эксперимент по созданию сыворотки невидимости. Только опять его подопытным оказался Боссун. Во второй части мы увидим очередное изобретение Свитча - «силовой костюм». | |                  |
| 59 | Цубаки и Дейзи «Цубаки то Дэйдзи:» (椿とデイジー) | 24 мая 2012      |
| Когда два парня из старшей школы Татикава пристали на улице к Дейзи, Боссун вовремя отвлек их. Дейзи же, уверенная в том, что справилась бы сама, не проявила и капли благодарности к Юсукэ. Но сдались ли задиры? | |                  |
| 60 | Иди вперед! Все в исследовательской группе дружно и сосредоточенно выбирают девушку-лицо «Pelocan» «Сусумэ! Сю:тю:рёку о Такамэ, Минна дэ Кё:рёку Сиау Пэрокян Га:ру Бэнкё:кай» (進め!集中力を高め、みんなで協力し合うペロキャンガール勉強会) | 31 мая 2012      |
| Химэко станет новым лицом рекламы Пелокана. Команду Скет ждут увлекательные съёмки. Однако увлекшись этим делом, Химэко и Боссун совсем забыли о приближающихся экзаменах. Как им подготовиться за один день? | |                  |
| 61 | Стремление девушки-мангаки к дикости и заседание «Манга Отомэ ва Ко:я о Мэдзаситэ Кайги Суру» (漫画乙女は荒野を目指して会議する。) | 7 июня 2012      |
| Романа после победы в конкурсе мангак стала очень популярна в клубе манги. Да настолько, что выступает в качестве редактора для остальных участников. Так, она помогла Фуми-тян выиграть соревнование юных мангак, и лишь потом поняла, что создала себе конкурентку. Во второй части серии Боссун и Химэко, воспользовавшись тем, что Цубаки потерял свои линзы и не взял очки, обвели его вокруг пальца, притворившись Агатой и Дейзи. Но шутка обернулась против них самих. | |                  |
| 62 | Прыгай! «Сукиппу!» (スキップ！) | 14 июня 2012     |
| Второкурсники собираются в поездку, но не на обычную школьную экскурсию, а на горнолыжный курорт. Как правильно распределиться по группам и что взять с собой - первые проблемы, с которыми они столкнулись. | |                  |
| 63 | Рапсодия школьной поездки. Начало «Суку:ру Ториппу Рапусоди: Дзэмпэн» (修学旅行狂詩曲 前編) | 21 июня 2012     |
| Поменявшимся телами Боссуну и Химэко предстоит непростая задача - не вызвать ни у кого подозрений, при этом делая всё то, что делали бы будь они в своих телах. Свич же пытается отгородить Сааю от вопросов к Боссуну, ведь сейчас в его теле Химэко. | |                  |
| 64 | Рапсодия школьной поездки. Продолжение «Суку:ру Ториппу Рапусоди: Ко:хэн» (修学旅行狂詩曲 後編) | 28 июня 2012     |
| Школьная поездка подошла к концу, внеся ещё больше недоразумений в отношениях между Боссуном, Химэко и Сааей. Вот только даже после возвращения Тю-сан не смог нормально приготовить лекарство. | |                  |
| 65 | Брат беспокоится обо всём, что волнует сестру «Имо:то но Ки ни Нару Айцу га Ки ни Нару Ани» (妹の気になるアイツが気になる兄) | 5 июля 2012      |
| Пытаясь разобраться том, в кого же влюбилась его младшая сестра Саая, Агата вконец запутывается. | |                  |
| 66 | Битва Цуккоми - кто смешнее «Сагуриау Цуккоми» (さぐりあうツッコミ) | 12 июля 2012     |
| Не стоит забывать рубрику «Свитч, ты гений!», ведь он снова изобрёл нечто неординарное - считыватель мыслей. Момока стала соведущей битвы Цуккоми и попросила Химэко поставить на место одного зазнавшегося юмориста. | |                  |
| 67 | Отстойные футболки Цубаки «Цубаки даса Ти Оку га Фукай» (椿ダサＴオクがフカイ) | 19 июля 2012     |
| Цубаки с помощью Боссуна пытается создать свой дизайн для футболок. Во второй части Боссун увлекшийся одним меха-сериалом поддаётся влиянию Свитча и идёт на встречу отаку. | |                  |
| 68 | Операция «Любовное зелье» «Опэрэ:сён Рабу По:сён» (オペレーション・ラブポーション) | 26 июля 2012     |
| Рэми Мисиора пытается развить свои отношения с Чу-саном при помощи его дочери, волшебного зелья и клуба помощи. | |                  |
| 69 | В большой нужде на небесах, приди же студсовет «Ун ва Тэн ни Ару нодэ, Китарэ Сэйтокай» (ウンは天にあるので、来たれ生徒会) | 2 августа 2012   |
| Рассмотрим проблему поиска туалета в крайней нужде, а также помощь студсовету с рисованием манги. | |                  |
| 70 | Последний день президента «Дза Расуто Дэй обу Пурэдзидэнто» (ざ らすと でい おぶ ぷれじでんと) | 9 августа 2012   |
| Близится окончание учебного года, а значит все третьеклассники академии Каймей должны выйти из всех кружков, чтобы начать готовиться к сдаче экзаменов в университеты. Агате и Шинбе нужно покинуть свои посты в студсовете. Каким же будет их последний день? | |                  |
| 71 | Тоска гениального Попмэна «Тэнсай Ункоман Бодзё:» (天才ウンコマン慕情) | 16 августа 2012  |
| Ну что же, разберёмся в ссоре между мартышкой и крабом, а затем посмотрим, на что способен Данте, если слушает на ночь что-то другое, а не группы visual key. | |                  |
| 72 | Охота на Кагэро «Кагэро: о Оэ!» (影狼を追え!) | 23 августа 2012  |
| Первогодка Като Кири оказывает помощь клубу Скет в поимке ниндзя-преступника Кагэро. Но это не произвело впечатления на Цубаки, ведь в студсовете появился новый участник Усами Хани, которая ненавидит парней. | |                  |
| 73 | Время узнать, кто устроил слежку... «Нодзоки... Сирисомэси Коро ни...» (覗き…しりそめし頃に…) | 30 августа 2012  |
| Химэко возмущена тем, что в последнее время участились случаи подглядывания за девушками. Особенно её разозлило то, что и за ней умудрились подсмотреть. Команда Sket берётся за дело, тем более что Цубаки вместе со студсоветом тоже вмешались. | |                  |
| 74 | Поедатель в гостях! «Фу:до Файта: о Таку Хо:мон!» (フードファイターお宅訪問!) | 6 сентября 2012  |
| Каково быть ребёнком богатых родителей? Если вам интересен этот вопрос - добро пожаловать в гости к Уню Миморин! Чего только нет у неё дома! А и правда, разве здесь нет всего, что душе угодно? Даже личный транспорт, чтобы путешествовать по дому. Давнишний знакомый - повар из раменной - предложил клубу Sket поучаствовать в фестивале обжор. Боссун попытался выполнить поставленную задачу в одиночку, ведь своими неосторожными словами он сподверг Тиаки Такахаси, капитана по софтболу, временно отказаться от массового и весьма поразительного поглощения пищи.                               | |                  |
| 75 | Одиночество «Соритю:до» (ソリチュード) | 13 сентября 2012 |
| Като Кири привык всё решать в одиночку, не полагаясь на других. И в студсовет он вступил лишь затем, чтобы потом, став президентом в одинчку решать все проблемы в школе и наводить порядок. Цубаки и Боссун решили помочь ему больше верить в людей. | |                  |
| 76 | Сделать Академию Каймей лучше «Ёри Ёй Гакуэн Дзукури но Тамэ ни!!» (より良い学園作りの為に!!) | 20 сентября 2012 |
| Като и Цубаки во что бы то ни стало хотят сделать жизнь учеников академии лёгкой, помогать им во всем. Вот только благородные порывы Като зачастую приносят больше проблем, чем пользы. И не стоит забывать про Усами Хани. Чтобы помочь ей справится с ненавистью к парням, было решено, что девушки из студсовета и Химеко оденутся парнями, а парни, включая Боссуна и Свитча - девушками. | |                  |
| 77 | Помощники академии (послесловие) «Гакуэн но Сукэтто Тати (Соно Го)» (学園のＳＫＥＴ達（その後）) | 27 сентября 2012 |
| Клуб помощи сумел вновь подружить Джогасаки и Теппея, ведь когда они учились в младшей школе, то вместе играли в баскетбол. Поэтому стоило лишь напомнить Джогасаки о его мечтах, как он помог баскетбольной команде академии Каймей. Саая наконец решилась официально признаться Боссуну в своих чувствах. Но ответа она и не ждёт, зная что Юске в душе ещё ребёнок, а серьезен только когда кому-нибудь помогает. За всё время существования, клуб помощи Sket Dance оказал поддержку очень многим людям. И они не оставят свой пост - ведь Химеко, Свитч и Боссун очень любят свою школу и её учеников. | |                  |